# Liboc (vattendrag i Tjeckien, lat 50,33, long 13,52)
Liboc är ett vattendrag i Tjeckien. Det ligger i den nordvästra delen av landet, 70 km väster om huvudstaden Prag.